# Ovale zeeklitschelp
De ovale zeeklitschelp (Tellimya ferruginosa) is een tweekleppigensoort uit de familie van de Lasaeidae. De wetenschappelijke naam van de soort werd als Mya ferruginosa in 1808 gepubliceerd door Montagu.